# 椎名亜音
椎名 亜音（しいな あのん、1982年9月19日 - ）は、日本の舞台女優、MC。劇団6番シード所属。東京都出身。

## 来歴
- 2003年、劇団6番シードに入団。「ペーパーカンパニー、ゴーストカンパニー」にて劇団デビュー。
- 2018年、PFH Entertainmentに所属。

## 人物
歌うことを何よりも楽しむ。
- 趣味：ひとりカラオケ、音楽鑑賞
- 特技：大声で唄を歌う

## 出演作品（舞台）

### 【劇団6番シード公演】
- 「ペーパーカンパニー、ゴーストカンパニー」（2003年4月、池袋・東京芸術劇場小ホール2） - 田村亜音 役
- 「傷心館の幽霊」（2003年9月、ねりまの隠れ宿公演） - 藤島京子 役
- 「テンリロ★インディアン」 （2003年12月、池袋・東京芸術劇場小ホール2） - 松井優 役
- 「ギブミー・テンエン〜昭和29年のクリスマス〜」（2004年5月、池袋・東京芸術劇場小ホール1） - 奈津子 役
- 「TRUSH!」（2004年12月、池袋・東京芸術劇場小ホール2） - マゼッタ 役
- 「露の見た夢」（2005年、池袋・東京芸術劇場小ホール2） - 往来の女マサロ 役
- 「最後の1フィート」（2005年8月、ねりまの隠れ宿公演） - 真壁梨沙 役
- 「ブルーテント クリスマス」（2005年12月、池袋・東京芸術劇場小ホール2） - 今野寛子 役
- 「Call me Call you」（2006年3月、池袋・東京芸術劇場小ホール2） - 伊坂あき子 役
- 「紅い華のデ・ジャ・ヴュー」（2006年7月、新宿・サンモールスタジオ） - 明蘭 役
- 「かりすま」（2006年11月、シアターVアカサカ） - お滝 役
- AA企画「ザ チキン☆セラピー」（2007年1月、ねりまの隠れ宿公演） - 五箇朝子 役
- 「0:44の終電車」（2007年4月、池袋・東京芸術劇場小ホール1） - 諏訪蟹子 役
- 「桐の林で二十日鼠を殺すには」（2007年6月、シアターモリエール） - 雨宮諭 役
- 「ミキシング・レディオL<->R」（2007年10月、池袋シアターグリーンBIG TREE THEATER） - 宮本加奈子 役
- 「最後の1フィート〜一篇の映画を巡る3つの物語〜」（2008年5月、下北沢楽園） - 鈴里由羽 役
- 「Voice Actor」（2008年7月、大塚・萬劇場） - 声優・大等一里（司令室員ライラ） 役
- 「賊」（2008年10月、池袋・東京芸術劇場小ホール1） - 怜女（れおん） 役
- 「テンリロ☆インディアン」（2009年4月、池袋・東京芸術劇場小ホール2） - ヒッチハイカー：松井優 役
- 『ショートストーリーズ』（2009年7月、アトリエ公演）
  - 「渋谷警察24時ごろ」 - 横尾めぐみ 役 / 「取調室ABC」 - 橘有香 役 / 「天気と戦う女」 - 雲間ひかる 役
- 「twelve〜天国の待合室〜」（2009年9月、池袋・東京芸術劇場小ホール2） - 詩人：遊佐葉月 役
- 「ドライビングエンゼルフィッシュ」（2010年4月、池袋・東京芸術劇場小ホール2） - BB 役
- 「ペーパーカンパニーゴーストカンパニー」 - 沢登春子 役
  - 東京公演（2010年10月7日 - 11日、大塚・萬劇場
  - 大阪公演（2010年10月22日 - 24日、大阪市立芸術創造館）
- 「関ヶ原でダンス」（2011年5月25日 - 29日、吉祥寺シアター） - 椿 役
- 『ショートストーリーズ〜夏の片隅でみつけた6つの物語〜』（2011年7月26日 - 8月7日、池袋・シアターKASSAI）
  - 「バスケットボールダイアリーズ」 - 常盤陸 役 / 「ホームセンターズピリオド」 - 謎の女 役 / 「天気と戦う女」 - 雲間ひかる 役
- 「ザ・ボイスアクター〜アニメーション & オンライン〜」 - 矢理田歩 役
  - 東京公演（2011年11月16日 - 23日、中野テアトルBONBON）
  - 大阪公演（2011年12月6日 - 11日、大阪市立芸術創造館）
- 「ふたりカオス」（2012年5月16日 - 20日、池袋・シアターKASSAI） - 木之下つぐみ 役
- 「ギブミーテンエン〜昭和29年のクリスマス〜」（2012年6月13日 - 17日、池袋・シアターKASSAI） - スミレ 役
- 「天国の待合室」（2012年7月、日暮里d-倉庫） - 吉川成美 役
- 「ボイルド・シュリンプ & クラブ」（2012年8月15日 - 19日、池袋・シアターKASSAI） - 諏訪蟹子 役
- 「傭兵ども! 砂漠を走れ!」（2012年11月 - 12月、池袋・シアターKASSAI） - オアシス編 ボンクラ 役 / サバンナ編 ポンズ 役
- 「Call me Call you」（2013年6月27日 - 7月4日、吉祥寺シアター） - 仁科史絵 役
- 「Dear Friends」 - 木瓜緑子 役
  - 東京公演（2013年11月29日 - 12月8日、中野劇場MOMO）
  - 大阪公演（2014年1月23日 - 26日、大阪市立芸術創造館）
- 「オレンジ新撰組リターンズ」（2014年5月2日 - 11日、池袋・シアターKASSAI）
- 劇団6番シード＆バンタムクラスステージコラボ公演『夏のショートストーリーズ』（2014年8月20日 - 31日、池袋・シアターKASSAI）
  - 「天気と戦う女」 / 「ジャガーノート」 / 「バスケットボールダイアリー」 / 「マリッジディープ・ブルー」
- 「メイツ!」（2014年10月29日 - 11月9日、池袋・シアターKASSAI） - チャコ 役
- 「ザ・ボイスアクター」アニメ編・オンライン編（2015年4月15日 - 21日、西新宿・新宿村LIVE） - 矢理田歩 役
- 「ふたりカオス」（2015年9月24日 - 10月5日、池袋・シアターKASSAI）
  - 第一話「ウエディングプラン」 - 木乃下つぐみ、峰岸愛子 役
  - 第五話「ラストゴング」 - 伊草 役
- 「メイツ!」（2016年1月27日 - 31日、新馬場・六行会ホール） - チャコ 役
- 「Life is Numbers」（2016年9月7日 - 11日、中野・ザ・ポケット） - 八反田環奈 役
- 「テンリロ☆インディアン[2]」（2016年10月26日 - 11月1日、池袋・シアターKASSAI） - 詐欺師：今野瑠瀬 役
- 「人生の大事な部分はガムテで止まっている」（池袋・シアターKASSAI）
  - 現代編（2017年4月5日 - 12日） - 駒田茜 役
  - 大正時代編（2017年4月15日 - 23日） - 佐倉芙美子 役
- 「D・ミリガンの客[3]」（2017年11月22日 - 12月5日、池袋・シアターKASSAI） - キャット 役
- 「ある日、ぼくらは夢の中で出会う[4]」（2018年2月15日 - 18日、池袋・シアターKASSAI）
- 「TRUSH![5]」（2018年5月30日 - 6月3日、六行会ホール） - フェス 役
- 「傭兵ども! 砂漠を走れ!」（2018年9月20日 - 30日、新宿村LIVE） - オアシス編 ボンクラ 役 / サバンナ編 ポンズ 役
- 「劇作家と小説家とシナリオライター」（2018年11月21日 - 12月16日、池袋・シアターKASSAI） - シナリオライター 役
- 「未来切符〜ミライとカコの6つの物語〜[6]」 - カコ編：夢夢亭銀子 役、ミライ編：ケイティ 役
  - 東京公演（2019年5月1日 - 6日、下北沢・Geki地下Liberty）
  - 滋賀公演（2019年5月10日 - 12日、滋賀里劇場）
- 「なまくら刀と瓦版屋の娘」（2019年11月6日 - 10日、中野・テアトルBON BON） - 主演・お紙 役
- 「ミキシングレディオ2020[7]」（2020年6月25日 - 7月5日、池袋・シアターKASSAI） - 主演・秋山真希 役
- 「ザ・ボイスアクター2020～アニメーション＆オンライン～」（2020年11月19日 - 29日、池袋・シアターKASSAI） - 大等一里 役
- 「ボイルド・シュリンプ＆クラブ[8]」（2021年4月29日 - 5月9日、池袋・シアターKASSAI） - 主演・諏訪蟹子 役
- 「CUBE」（2022年5月19日 - 29日、池袋・シアターKASSAI）
  - 「天気と戦う女」 - 豪徳寺乱子 役
  - 「シークレットナンバー1643」 - 兼丸須美子 役
- 「12人の私と路地裏のセナ」（2022年8月10日 - 16日、中野・テアトルBONBON） - 邪悪さん 役
- 「メイツ!〜ブラウン管の向こうへ〜[9]」（2025年7月30日 - 8月3日、池袋・シアターグリーン BIG TREE THEATER） - 詩倉麻衣子 役

### 【それ以外の出演】
- 劇団POSSIBILITY「時を超えて」（1995年）
- 劇団POSSIBILITY「Renew」（1996年）
- 劇団POSSIBILITY「Still Alive」（1997年）
- 劇団POSSIBILITY「時間が眠るまで」（1998年/1999年）
- 劇団POSSIBILITY「Angelの絆」（1999年、吉祥寺・前進座劇場）
- 劇団POSSIBILITY「5400秒の奇跡」（2000年）
- 劇団POSSIBILITY「2030・MOTHER」（2001年）
- 座☆スティング 「守護霊奮闘記」（2003年10月、浅草橋・アドリブ小劇場）
- 深空地帯#4「One Room Two Life」（2004年7月、阿佐ヶ谷アルシェ）
- エルズミュージカル「2030・mother〜再演〜」（2006年5月、三鷹・武蔵野芸能劇場）
- H・R企画「石塚さんあっぷあっぷ」（2007年10月、阿佐ヶ谷アートスペースプロット）
- OIL30's「泥棒温泉」日替りゲスト（2008年1月、下北沢・「劇」小劇場）
- O-MATSURI企画merrymaker 「Lucky Cream Soda」（2008年6月、目白・シアター風姿花伝）
- 1978年生まれだけの演劇ユニット・ナナハチ 「宅配屋と依頼人」（2008年9月、新井薬師前・ウエストエンドスタジオ）
- H・R企画「小林少年とピストル」（2009年2月、高田馬場アートボックスホール）
- O-MATSURI企画merrymaker 「ミネルヴァの梟は新月に飛びたつか」（2009年10月、目白・シアター風姿花伝）
- H・R企画「梅津さんの穴を埋める」（2009年11月、東松原・ブローダーハウス）
- O-MATSURI企画merrymaker「猫丸先輩の演劇」（2010年3月3日 - 7日、中野ザ・ポケット）
- 集団as if〜 「匣の中」（2010年12月1日 - 5日、大塚・萬劇場）
- LIVE LIKE LIFE「らんでぶ〜」（2011年2月、池袋・シアターKASSAI）
- H・R企画「なりたい大人」（2011年3月、武蔵小金井・現代座会館）
- チームまん○（まんまる）「二万個」（2011年8月31日 - 9月4日、南阿佐ヶ谷・かもめ座） - フュギュア6、イブ、店員1、コルサコフ、女6 役
- 長内まゆこプロデュース「手話版、天気と戦う女」（2012年9月4日 - 9日、池袋・スタジオサイロ）
- 劇団3number「僕だけのヒーロー」（2012年9月28日 - 30日、東長崎・てあとるらぽう）、
- チームまん○（まんまる）「黄金郷-中田氏は高慢で候-」（2013年1月31日 - 2月3日、大塚・萬劇場） - 服部先生 役
- タンバリンプロデューサーズ×LIVE DOG「TOKUGAWA15[10]」（2013年3月20日 - 24日、中野ザ・ポケット）
- チームまん○（まんまる）「Re:一万個」（2013年7月24日 - 28日、大塚・萬劇場） - OL3、風俗嬢 役
- Air Studioプロデュース「GO,JET!GO!GO!-vol.2+PARADISE LIVE!-」（2013年8月10日 - 14日、東日本橋・アクアスタジオ） - Cチーム
- 劇団3number「パパってば!」（2013年9月6日 - 8日、南大塚ホール）
- 集団as if〜 「迷中の学舎」（2013年10月9日 - 13日、笹塚ファクトリー）
- タンバリンプロデューサーズ×LIVE DOG「愛しのダンスマスター[11]」（2014年2月26日 - 3月2日、新宿村LIVE）
- アリスインプロジェクト「Copyright.[12]」（2014年5月、池袋・シアターKASSAI） - ラウレッタ 役
- 45歳からのアクターズスタジオ「取調室ABC-犬と向日葵と秘密基地の話-」（2015年1月11日、十条・スタジオトルク） - 書記官 役
- Tambourine STAGE MOSH08「恋する惑星[13]」（2015年2月11日 - 15日、築地ブディストホール）
- バンタムクラスステージ「かべぎわのカレンダリオ」（2015年5月14日 - 25日、池袋・シアターKASSAI） - ラウラ 役
- 45歳からのアクターズスタジオ「異議あり！ -イチゴとプリンの疑似裁判-」（2015年6月18日 - 21日、池袋・シアターKASSAI） - 山田 役
- MacGuffins MacGuffin vol.1「農業少女／2001人芝居」『農業少女』（2015年7月23日 - 26日、池袋・シアターKASSAI）
- 企画演劇集団ボクラ団義 vol.16「時をかける206号室」（2015年8月19日 - 30日、池袋・シアターグリーン BIG TREE THEATER） - 大家 役
- タンバリンステージxLIVEDOGプロデュース「愛しのダンスマスター」（2015年10月21日 - 25日、西新宿・新宿村LIVE） - 西条理事長 役
- OIL AGE OSAKA+TOKYO「ミキシング・レディオ[14]」 - 主演 秋山真希 役
  - 東京公演（2015年11月26日 - 30日、池袋・シアターKASSAI）
  - 大阪公演（2015年12月2日 - 6日、大阪市立芸術創造館）
- トキノコプレゼンツ「隣のきのこちゃんpart2〜プロポーズはオドローゼ〜」（2016年3月9日 - 13日、池袋・シアターKASSAI） - 店長、他 6役
- @emotion presents Expression vol.6 緑「Justice for」（2016年4月7日 - 13日、日暮里d-倉庫） - 霧の魔女 役
- MacGuffins #12「何度もすみません」（2016年5月20日 - 29日、池袋・シアターKASSAI） - B出演
- UDA☆MAP「ヅカヅカ☆ルネッサンス」（2016年7月6日 - 11日、池袋・シアターKASSAI） - ポポイノ・ヒゲド・シャルマン【ヒゲ】 役
- 企画演劇集団ボクラ団義「今だけが 戻らない」（2016年11月16日 - 23日、渋谷・CBGKシブゲキ!!） - 園田園子 役
- 演劇企画heart more need「GO ON[15]」（2017年2月1日 - 5日、新宿・SPACE梟門)
- @emotion「ももがたり」（2017年5月17日 - 21日、池袋・シアターグリーンBIG TREE THEATER） - 桃の精、ばばさま 2役
- OIL AGE OSAKA+TOKYO「ペーパーカンパニーゴーストカンパニー[16]」 - 主演 秋森楓 役
  - 東京公演（2017年6月14日 - 18日、池袋・シアターKASSAI）
  - 大阪公演（2017年6月21日 - 25日、大阪市立芸術創造館）
- 七味の一味「家族百景」（2017年7月14日 - 17日、ラゾーナ川崎プラザソル）
- UDA☆MAP「新宿☆アタッカーズ season2-熱海殺人事件-」（2017年8月9日 - 14日、池袋・シアターKASSAI） - 雫 役
- 犀の穴プロデュース「テノヒラサイズの人生大車輪」（2017年10月11日 - 15日、十条・犀の穴）
- Bobjack Theater「ホーム スイート ホーム〜はじまり駅のおしまいの日〜」（2017年12月28日、大塚・萬劇場） - 日替わりゲスト 蛇阿真音子（じゃあまねこ） 役
- アリスインプロジェクト「ゼロヨンヨンの終電車2018[17]」（2018年1月11日 - 14日、新宿村LIVE） - 青島舞羽 役
- ENG「ロスト花婿」（2018年3月16日 - 25日、池袋・シアターグリーンBIG TREE THEATER） - 美容室店長 役
- 犀の穴プロデュース「黄雏菊 Rudbeckia:anjir zero[18]」（2018年6月22日 - 27日、十条・犀の穴） - 主演 雛森 役
- @emotion「Mad Journey」（2018年7月4日・6日、築地・ブディストホール） - 日替わりゲスト
- 演劇企画heart more need「高額時給制アシュトレト[19]」（2018年8月1日 - 6日、コフレリオ新宿シアター） - 主演 葦原幸子 役
- tokinoko presents「隣のきのこちゃん4〜すもうでむぼうなかれらは大統領とスモウ?!〜」（2019年2月20日 - 3月3日、両国・本所松坂亭劇場）
  - A - 修行ババア 役
  - B - 藤田大統領 役
- アリスインプロジェクト「アイガク2019[20]」（2019年3月19日 - 27日、池袋・シアターKASSAI） - アンジー 役
- 東京印公演「TIME TRAIN〜さよならの向こう側〜2019」（2019年6月19日 - 23日、中野・テアトルBONBON） - 桃香 役[21]
- 劇団わ「バック・トゥ・ザ・君の笑顔」（2019年7月4日 - 10日、中目黒・キンケロシアター） - 鈴森美希 役[22]
- 劇団わ「バック・トゥ・ザ・君の笑顔 〜ロボットって笑うっけ？〜」（2019年7月23日 - 28日、中目黒・キンケロシアター） - 三菱真由子 役[22]
- UDA☆MAP「紙風☆スクレイパー」（2019年8月21日 - 28日、池袋・シアターKASSAI） - 超委 役
- 松扇アリス「オトナインデッドリースクール」（2019年10月3日 - 8日、池袋・シアターKASSAI） - 氷鏡庵 役[23]
- GOLIZO STAGE「エドアス！～大江戸キック・アス！」（2019年12月18日 - 23日、浅草・浅草九劇） - 武士の妻 役[24]
- カガミ想馬プロデュース『熱海殺人事件』「売春捜査官」（2020年1月30日 - 2月8日、西日暮里・キーノートシアター）- 主演 木村伝兵衛 役
- ENG「ニンギョヒメ」（2020年2月26日 - 3月2日、池袋・シアターグリーンBOX in BOX THEATER） - 東の魔女 役[25]
- 演劇企画heart more need「Liar3+1 ライアースリー・プラスワン」Aチーム（2020年3月18日 - 22日、阿佐ヶ谷・阿佐ヶ谷アルシェ）- 参考人R 役[26]
- team-DHA「ぬけがら」（2020年7月29日 - 8月9日、日暮里・d-倉庫）- 土田裕子 役[27]
- マルガリータ企画『マルガリータピザ2nd CUT』「ホームセンターズピリオド」（2020年9月9日 - 13日、新宿・シアターミラクル） - 暗い女 役[28]
- エビスSTARバープロデュース公演『TryAngleⅡ』「Sleeping Beauty～どうしたら起きてくれますか？～」（2020年9月16日 - 23日、恵比寿・エビスSTARバー）- 主演 暁薔薇美咲 役[29]
- UDA☆MAP「新宿☆アタッカーズSeason3〜孤島の洋館連続殺人事件〜」（2020年10月1日、池袋・シアターグリーンBIG TREE THEATER） - 日替わりゲスト
- Bobjack Theater『ボブジャックの少し早い年忘れの宴！』（2020年12月17日 - 27日、池袋・シアターKASSAI）[30]
  - 「目を閉じておいでよ」 - 鳥居詩絵 役
  - 「唯一度だけ」 - 家成あたる 役
- エビスSTARバープロデュース公演『TryAngleⅣ』「平和」（2021年1月12日 - 24日、恵比寿・エビスSTARバー） - 赤座椿 役
- girlsfeather「サンサーラ式葬送入門-普賢篇-」（2021年2月4日 - 14日、池袋・シアターKASSAI） - 芹沢（せりちゃん）役
- ENG「missing～強がり彼氏と食べちゃう彼女～[31]」（2021年3月10日 - 14日、東品川・六行会ホール） - マルリー・デルス 役[32]
- カガミ想馬プロデュース『熱海殺人事件』「水野朋子物語」（2021年4月7日 - 18日、西日暮里・キーノートシアター） - 主演・水野朋子 役[33]
- 疾駆猿『Birtholdilldeath[34]』（2021年5月21日 - 30日、千歳船橋・APOCシアター）
  - 「Under the Silent Threat」 - スザンネ 役（2021年5月25日 - 26日） - 日替わりゲスト[35]
- 劇団ラパン雑貨ゝ「となりのしばふはあおい[36]」（2021年5月28日 - 30日、新宿・シアターミラクル） - 児玉希 役[37]
- 「Vivid Scramble～何処かの街の片隅で～」（2021年9月7日 - 12日、「劇」小劇場）[38]
- カガミ想馬プロデュース「イリクラ ～Iridescent Clouds～ 2020-2021」（2021年9月29日 - 10月3日、シアターグリーン BIG TREE THEATER） - ブルパリップ夫人 役[39][40]
- 壱劇屋東京支部「独鬼 -hitorioni-」（2021年10月20日 - 24日、萬劇場） - 女秋 役[39][41]
- Bobjack Theater「幸福レコード2022」（2022年12月21日 - 25日、下落合・TACCS1179） - 真野千歳 役
- ラゾーナ川崎プラザソル開館16周年記念公演「Dear Me!」（2023年1月21日 - 29日、ラゾーナ川崎プラザソル）[42]
- 壱劇屋東京支部「PARADURE-パラデュール-」（2023年4月22日 - 30日、すみだパークシアター倉）[43]
- ヨビゴエ「異説・狂人日記」（2023年7月12日 - 16日、CBGKシブゲキ!!）[44]
- ENG「gagap[45]」（2023年11月22日 - 26日、池袋・シアターグリーンBIG TREE THEATER） - 怪人43号 怪医 役
- 劇団バルスキッチン 第32回公演「どぎまぎメモリアル 〜どぎどぎピンクver.〜」（2024年3月20日 - 24日、バルスタジオ） - 御鑑美羅 役[46]
- 劇団バルスキッチン 第33回公演「どぎまぎメモリアル 〜まぎまぎブルーver.〜」（2024年3月27日 - 31日、バルスタジオ） - 野原恵子 役[47]
- Studio K'z×カラスカ「ネーチャンズ☆2024[48]」（2024年6月19日、池袋・シアターKASSAI） - 日替わりゲスト 槇原千明 役[49]
- 劇団バルスキッチン 第35回公演「ほぼほぼ心霊スポット」（2024年7月10日 - 15日、バルスタジオ） - 水野由美子 役[50]
- ミュージカル『この唄を友に』（2024年8月1日-5日、すみだパークシアター倉） 大家／案内人 役[51]
- 劇団壱劇屋東京支部『WIREINSATS-ヴィアインザッツ-』（2025年7月10日 - 13日、こくみん共済 coop ホール/スペース・ゼロ）[52]
- ポップンマッシュルームチキン野郎『砂時計が落ちきる前に』（2025年10月9日 - 19日〈予定〉、ステージカフェ下北沢亭）[53]

## 出演作品（映像）
- 「サムライゾンビ・フラジャイル[54][55]」（2014年、監督：山岸謙太郎） - ヒロイン 赤井葵 役
- 「東京無国籍少女[56]」（2012年、監督：山岸謙太郎）
- 劇団6番シード×ProjectYamaken「ディープロジック[57]」（2020年1月、監督：山岸謙太郎） - シーナ 役
  - 「Dプロジェクト」トウドウ編・ツチヤ警部編（2016年8月）
  - 「Dプロジェクト」UDA編・ヒグチ君編（2017年2月）
  - 「Dプロジェクト」オザワ総理編（2017年8月）
  - 「Dプロジェクト」クリュウ編・シーナ編（2018年3月）

### テレビアニメ
- おじゃる丸 （NHK Eテレ、2024年4月） - エボシ族 役

### CM
- ビビッドアーミーWEB CM『ビビッド学園』第1話「焼きそばパン[58]」（2020年4月） - 購買部店員 役